# Haugsdorf
Haugsdorf ist eine Marktgemeinde mit 1591 Einwohnern (Stand 1. Jänner 2025) im Bezirk Hollabrunn in Niederösterreich.

## Geografie
Haugsdorf liegt im nördlichen Weinviertel in Niederösterreich an der Grenze zu Tschechien, wo sich die Einkaufsstadt Excalibur City befindet. Die Orte Auggenthal, Haugsdorf und Jetzelsdorf liegen im Tal der Pulkau, Kleinhaugsdorf dagegen in den nördlich davon gelegenen Hügeln.
Die Gemeinde wird von Norden nach Süden von der Weinviertler Straße B 303 umfahren, die die Verbindung von Znojmo nach Stockerau bildet. Der Grenzübergang besteht in Kleinhaugsdorf.
Die Fläche der Marktgemeinde umfasst 21,25 Quadratkilometer. Davon sind 64 Prozent landwirtschaftliche Nutzfläche, 22 Prozent Weingärten und 3 Prozent der Fläche sind bewaldet.

### Gemeindegliederung
Das Gemeindegebiet umfasst folgende vier Ortschaften (in Klammern Einwohnerzahl Stand 1. Jänner 2025):
- Auggenthal (294)
- Haugsdorf (886)
- Jetzelsdorf (392)
- Kleinhaugsdorf (19)

Die Gemeinde besteht aus den Katastralgemeinden Auggenthal, Haugsdorf und Jetzelsdorf.

### Nachbargemeinden
| Retzbach    | Dyjákovičky (CZ)                            |                         |
| Pernersdorf | Kompassrose, die auf Nachbargemeinden zeigt | Alberndorf im Pulkautal |
| Guntersdorf |                                             | Wullersdorf             |

## Geschichte
Funde zeigen, dass das Gebiet bereits in der Jungsteinzeit und in der Bronzezeit besiedelt war. Die erste urkundliche Erwähnung stammt aus dem Jahr 1108.
Im Zuge der babenbergischen Sicherung des Grenzsaumes im Pulkautal nach 1050 siedelte sich ein Gefolgsmann Azili in Form einer „Althufe“ an. Erst sekundär entstand nach erheblichen Siedlungsveränderungen der Name Haugsdorf.

### Einwohnerentwicklung
| Haugsdorf: Einwohnerzahlen von 1869 bis 2025        | Haugsdorf: Einwohnerzahlen von 1869 bis 2025 | Haugsdorf: Einwohnerzahlen von 1869 bis 2025 | Haugsdorf: Einwohnerzahlen von 1869 bis 2025 | Haugsdorf: Einwohnerzahlen von 1869 bis 2025 |
| --------------------------------------------------- | -------------------------------------------- | -------------------------------------------- | -------------------------------------------- | -------------------------------------------- |
| Jahr                                                |                                              |                                              |                                              | Einwohner                                    |
| 1869                                                | 1869                                         |                                              | 2.916                                        | 2.916                                        |
| 1880                                                | 1880                                         |                                              | 3.256                                        | 3.256                                        |
| 1890                                                | 1890                                         |                                              | 3.451                                        | 3.451                                        |
| 1900                                                | 1900                                         |                                              | 3.471                                        | 3.471                                        |
| 1910                                                | 1910                                         |                                              | 3.375                                        | 3.375                                        |
| 1923                                                | 1923                                         |                                              | 3.056                                        | 3.056                                        |
| 1934                                                | 1934                                         |                                              | 2.967                                        | 2.967                                        |
| 1939                                                | 1939                                         |                                              | 2.884                                        | 2.884                                        |
| 1951                                                | 1951                                         |                                              | 2.677                                        | 2.677                                        |
| 1961                                                | 1961                                         |                                              | 2.261                                        | 2.261                                        |
| 1971                                                | 1971                                         |                                              | 2.089                                        | 2.089                                        |
| 1981                                                | 1981                                         |                                              | 1.908                                        | 1.908                                        |
| 1991                                                | 1991                                         |                                              | 1.775                                        | 1.775                                        |
| 2001                                                | 2001                                         |                                              | 1.711                                        | 1.711                                        |
| 2011                                                | 2011                                         |                                              | 1.616                                        | 1.616                                        |
| 2021                                                | 2021                                         |                                              | 1.602                                        | 1.602                                        |
| 2025                                                | 2025                                         |                                              | 1.591                                        | 1.591                                        |
| Quelle(n): Statistik Austria, Gebietsstand 1.1.2021 |                                              |                                              |                                              |                                              |

## Kultur und Sehenswürdigkeiten

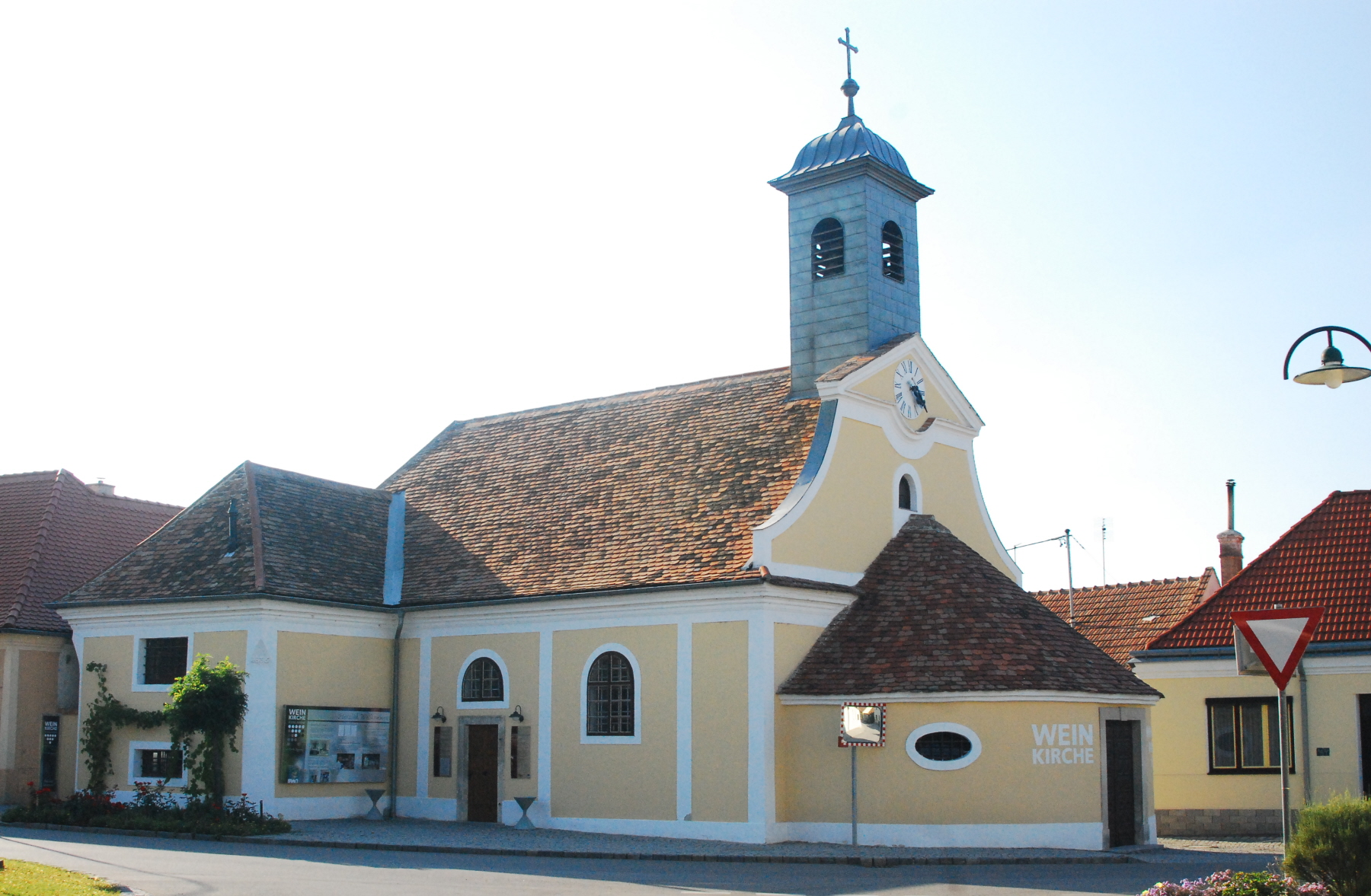
Weinkirche Jetzelsdorf

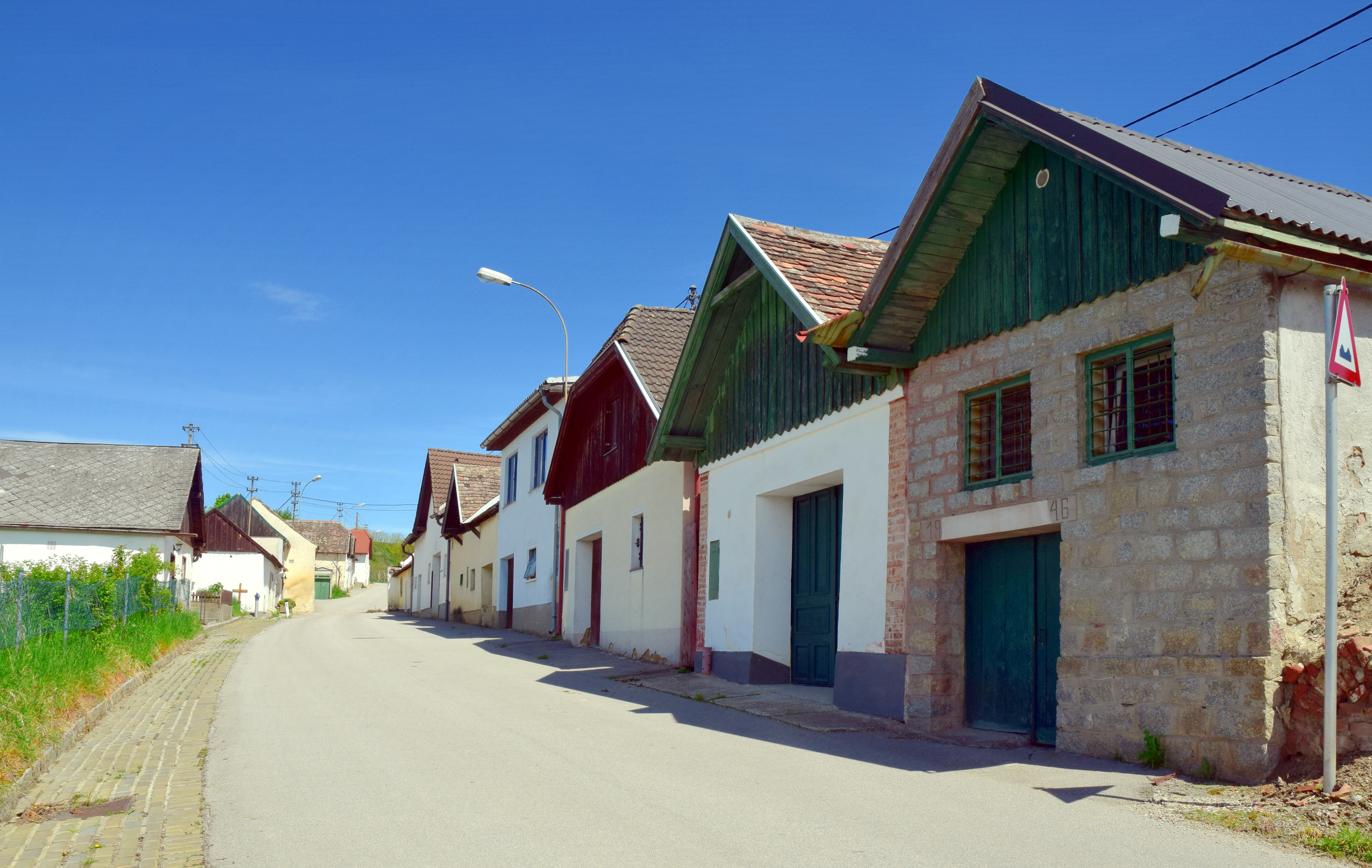
Kellergasse Kellertrift in Auggenthal

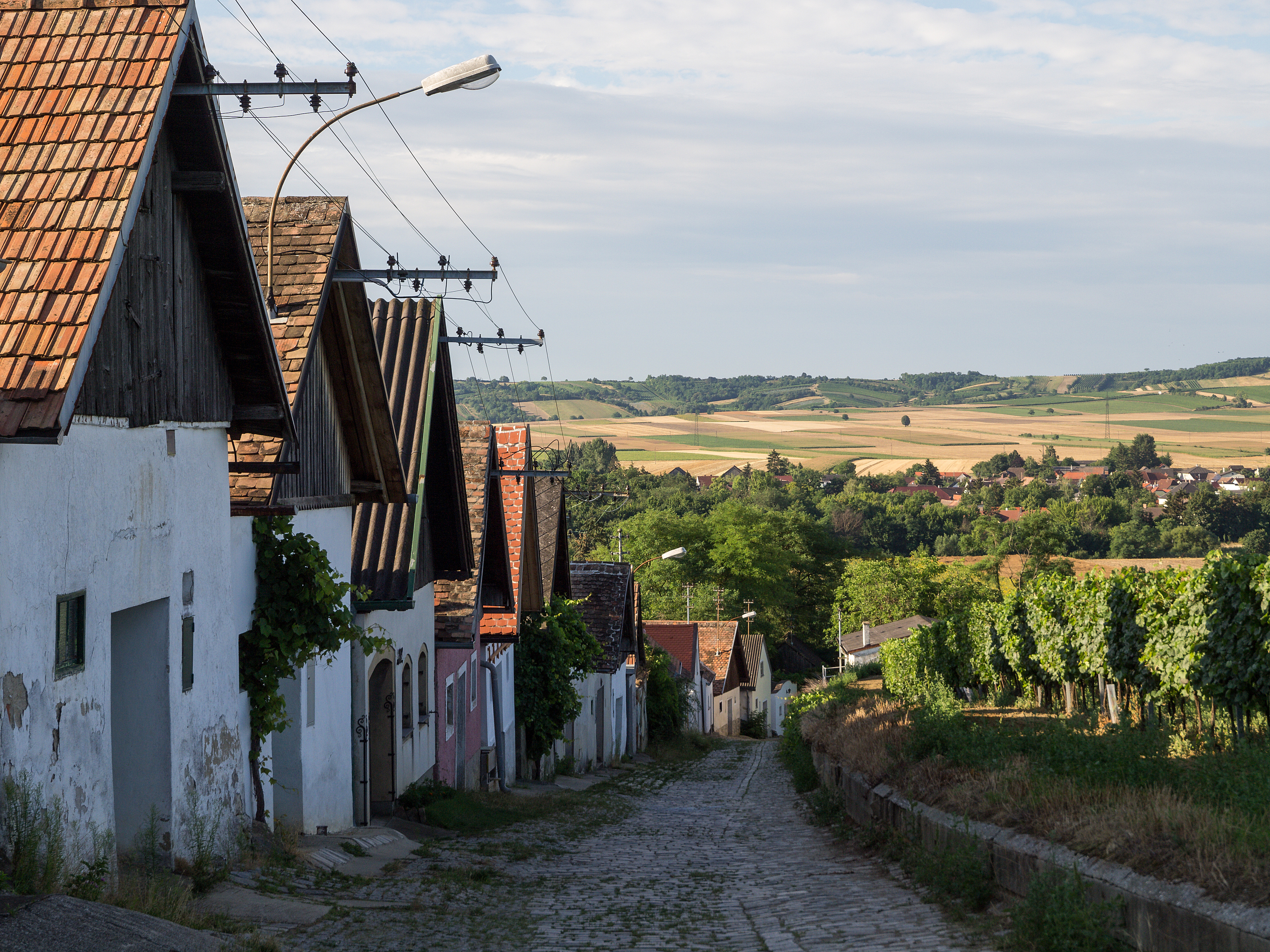
Kleine Kellergasse in Haugsdorf

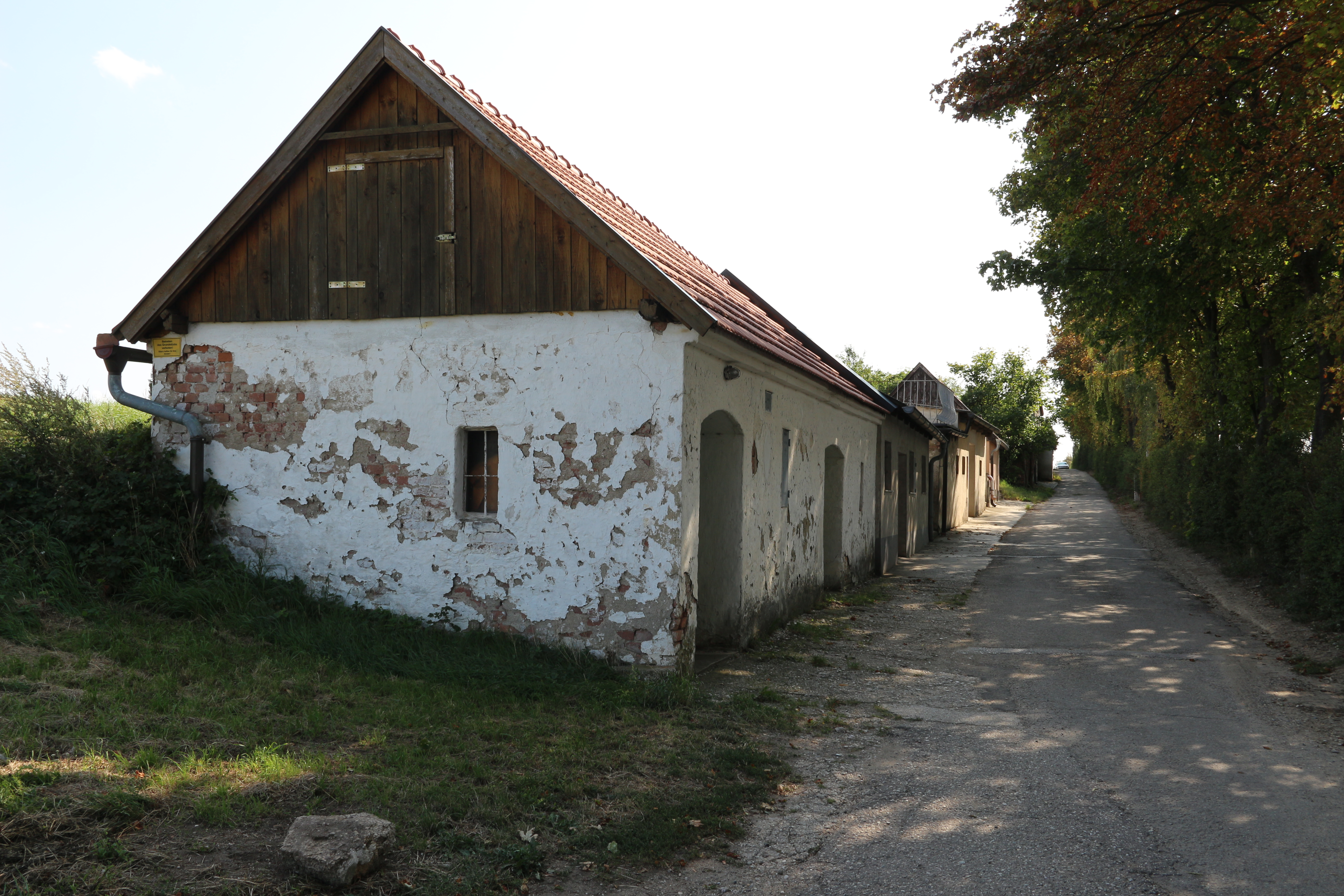
Kellergasse in Kleinhaugsdorf

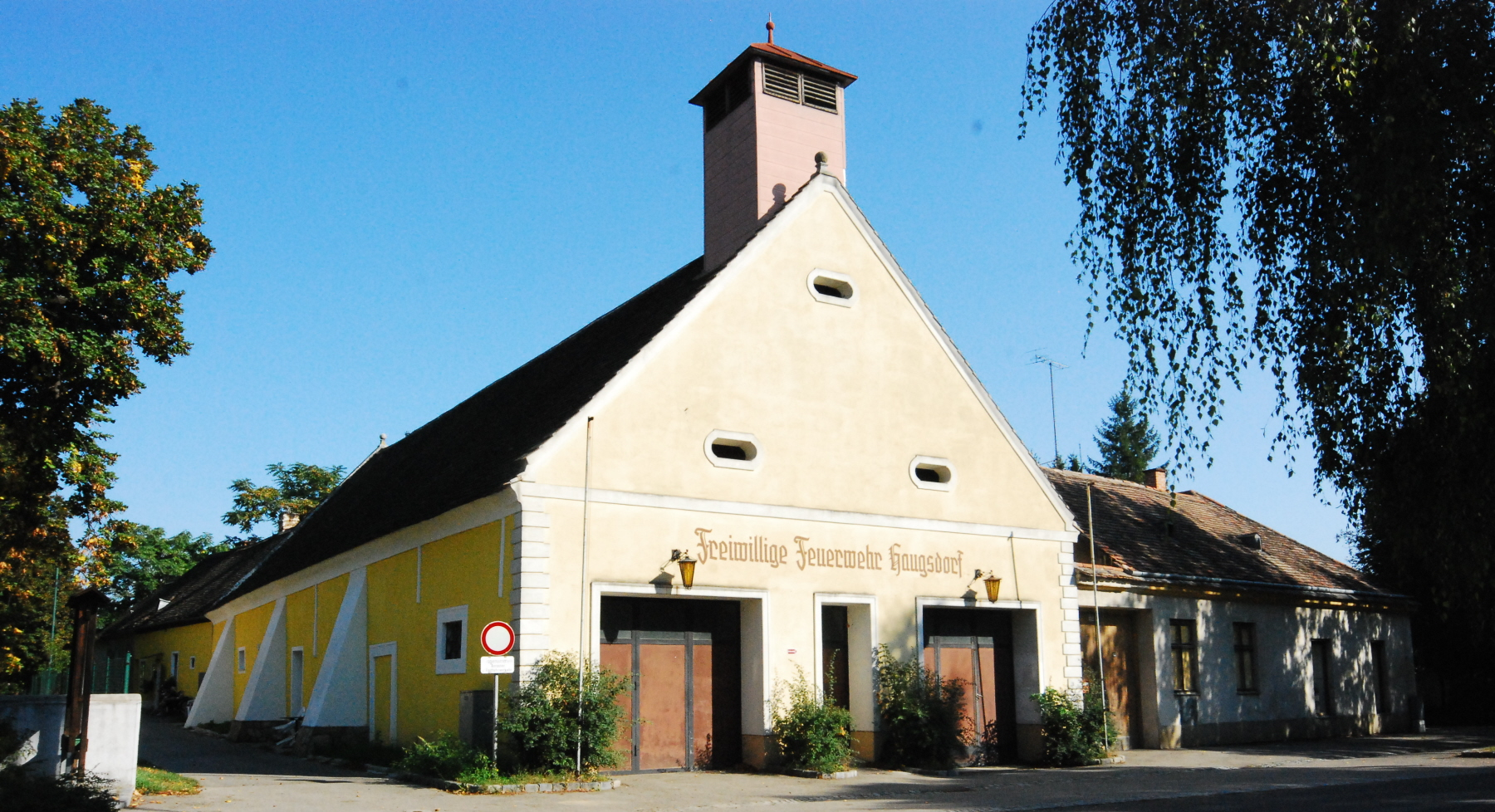
Ehemaliges Feuerwehrhaus Haugsdorf

- Katholische Pfarrkirche Haugsdorf Hll. Peter und Paul
- Profanierte Weinkirche Jetzelsdorf

Natur
Nördlich von Jetzelsdorf befindet sich auf Lösshängen in der Flur Hausweingärten eines der zwei einzigen österreichischen Vorkommen der Halbstrauch-Radmelde, eines nacheiszeitlichen Relikts.

## Wirtschaft und Infrastruktur
Im Jahr 2010 gab es 103 land- und forstwirtschaftliche Betriebe (222 im Jahr 1999). Von diesen waren 39 Haupterwerbsbetriebe, die 85 Prozent der Fläche bewirtschafteten. Der Produktionssektor beschäftigte in vierzehn Betrieben 48 Arbeitnehmer, den Großteil davon im Bau und in der Wasserversorgung und Abfallentsorgung. Im Dienstleistungssektor waren 251 Arbeitnehmer in 76 Betrieben beschäftigt, 102 in sozialen und öffentlichen Dienstleistungen und 90 im Handel (Stand 2011).

### Verkehr
Haugsdorf liegt an der Weinviertler Straße B303, das ist die Verlängerung der Weinviertler Schnellstraße S3 von Hollabrunn zur Staatsgrenze bei Kleinhaugsdorf.
Der Verkehr auf der Pulkautalbahn wurde 1988 eingestellt; der Bahnhof ist im Privatbesitz.
Durch Haugsdorf führen der Ostösterreichische Grenzlandweg sowie der Niederösterreichische Landesrundwanderweg.

### Bildung
In der Marktgemeinde Haugsdorf befinden sich ein Kindergarten, eine Volksschule und eine Mittelschule.

## Politik

### Gemeinderat
Der Gemeinderat hat 19 Mitglieder.
- Nach den Gemeinderatswahlen in Niederösterreich 1990 hatte der Gemeinderat folgende Verteilung: 9 ÖVP, 8 SPÖ und 2 FPÖ.
- Nach den Gemeinderatswahlen in Niederösterreich 1995 hatte der Gemeinderat folgende Verteilung: 9 SPÖ, 7 ÖVP und 3 FPÖ.[8]
- Nach den Gemeinderatswahlen in Niederösterreich 2000 hatte der Gemeinderat folgende Verteilung: 9 ÖVP, 8 SPÖ und 2 FPÖ.[9]
- Nach den Gemeinderatswahlen in Niederösterreich 2005 hatte der Gemeinderat folgende Verteilung: 10 ÖVP, 8 SPÖ und 1 FPÖ.[10]
- Nach den Gemeinderatswahlen in Niederösterreich 2010 hatte der Gemeinderat folgende Verteilung: 10 ÖVP, 7 SPÖ und 2 FPÖ.[11]
- Nach den Gemeinderatswahlen in Niederösterreich 2015 hatte der Gemeinderat folgende Verteilung: 11 ÖVP, 7 SPÖ und 1 FPÖ.[12]
- Nach den Gemeinderatswahlen in Niederösterreich 2020 hatte der Gemeinderat folgende Verteilung: 12 ÖVP, 6 SPÖ und 1 FPÖ.[13]
- Nach den Gemeinderatswahlen in Niederösterreich 2025 hat der Gemeinderat folgende Verteilung: 12 ÖVP, 5 SPÖ und 2 FPÖ.[14]

### Bürgermeister
- 1945–1965 Paul Duben (ÖVP)
- 1965–1990 Ferdinand Böck (ÖVP)
- 1990–2000 Johann Zechling (SPÖ)[15]
- 2000–2005 Josef Öller (ÖVP)
- 2005–2015 Johann Bauer (ÖVP)[16]
- 2015–2025 Andreas Sedlmayer (ÖVP)[17]
- seit 2025 Florian Nawara (ÖVP)[18]

## Persönlichkeiten

### Söhne und Töchter der Gemeinde
- Karl Wody (1881–1944), Politiker (CSP), Müllermeister und Wirtschaftsbesitzer
- Franz von Zülow (1883–1963), Maler, Grafiker und Kunstgewerbler
- Ferdinanda Flossmann (1888–1964), Politikerin (SPÖ)
- Franz Strobl (1893–1970), Politiker (SdP)
- Ferdinand Aberer (1913–1965), Geologe und Paläontologe
- Josef Weinwurm (1930–2004), Mörder

### Personen mit Bezug zur Gemeinde
- Johann Stohl (* 1898), vom Volksgericht wegen Hochverrats durch seine Funktion als Ortsgruppenleiter von Haugsdorf in der Zeit von 1941 bis 1945 verurteilt zur Strafe des schweren Kerkers für die Dauer von zwei Jahren[19]
- Herbert Hrachovec (* 1947), Philosoph und Universitätsprofessor